# NGC 7807
NGC 7807 ist eine Balken-Spiralgalaxie vom Hubble-Typ SBab im Sternbild Walfisch südlich der Ekliptik. Sie ist schätzungsweise 344 Millionen Lichtjahre von der Milchstraße entfernt und hat einen Durchmesser von etwa 70.000 Lj.
Das Objekt wurde im Jahr 1886 vom US-amerikanischen Astronomen Ormond Stone entdeckt.